# دهستان قشلاق (کلیبر)
دهستان قشلاق یکی از دهستان‌های استان آذربایجان شرقی است که در بخش آبش‌احمد شهرستان کلیبر واقع شده‌است.